# Tumulus de Ramelot
Le tumulus de Ramelot est un tumulus situé à Ramelot dans la commune belge de Tinlot en province de Liège. 

## Localisation
Ce tumulus se situe entre champs cultivés et espace boisé au sud-est du village condrusien de Ramelot en direction de Terwagne. La chaussée romaine de Metz à Tongres passe à environ 200 m à l'ouest. Le tumulus se trouve au lieu-dit Tidge dal Tombe (tige de la Tombe).

## Historique
Un écriteau placé à côté du tumulus indique qu'un fragment de miroir gravé gallo-romain y a été découvert en 1909 et se trouve au musée Grand Curtius à Liège. Le tumulus est planté de quelques arbres dont un tilleul séculaire.

## Galerie

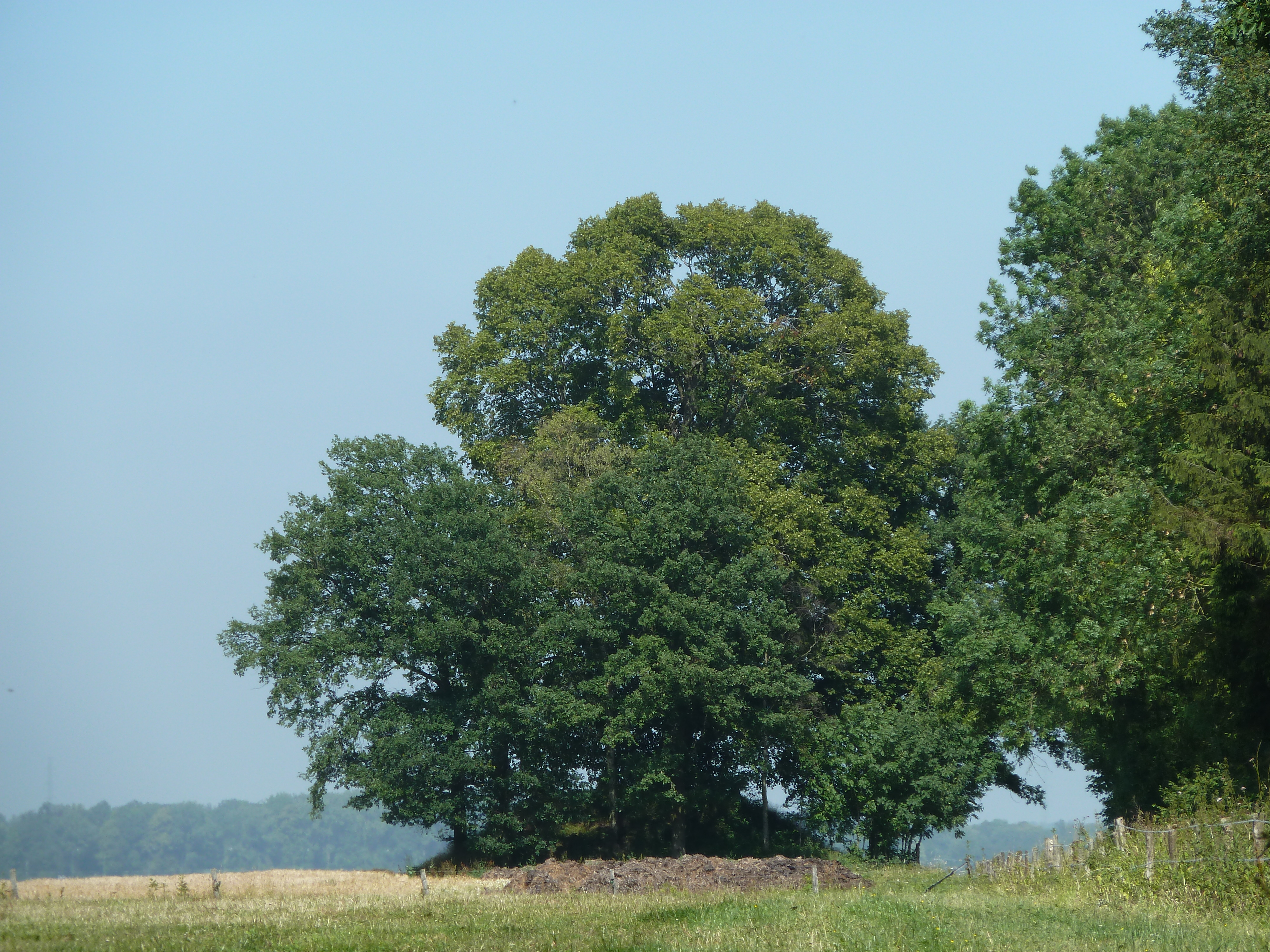
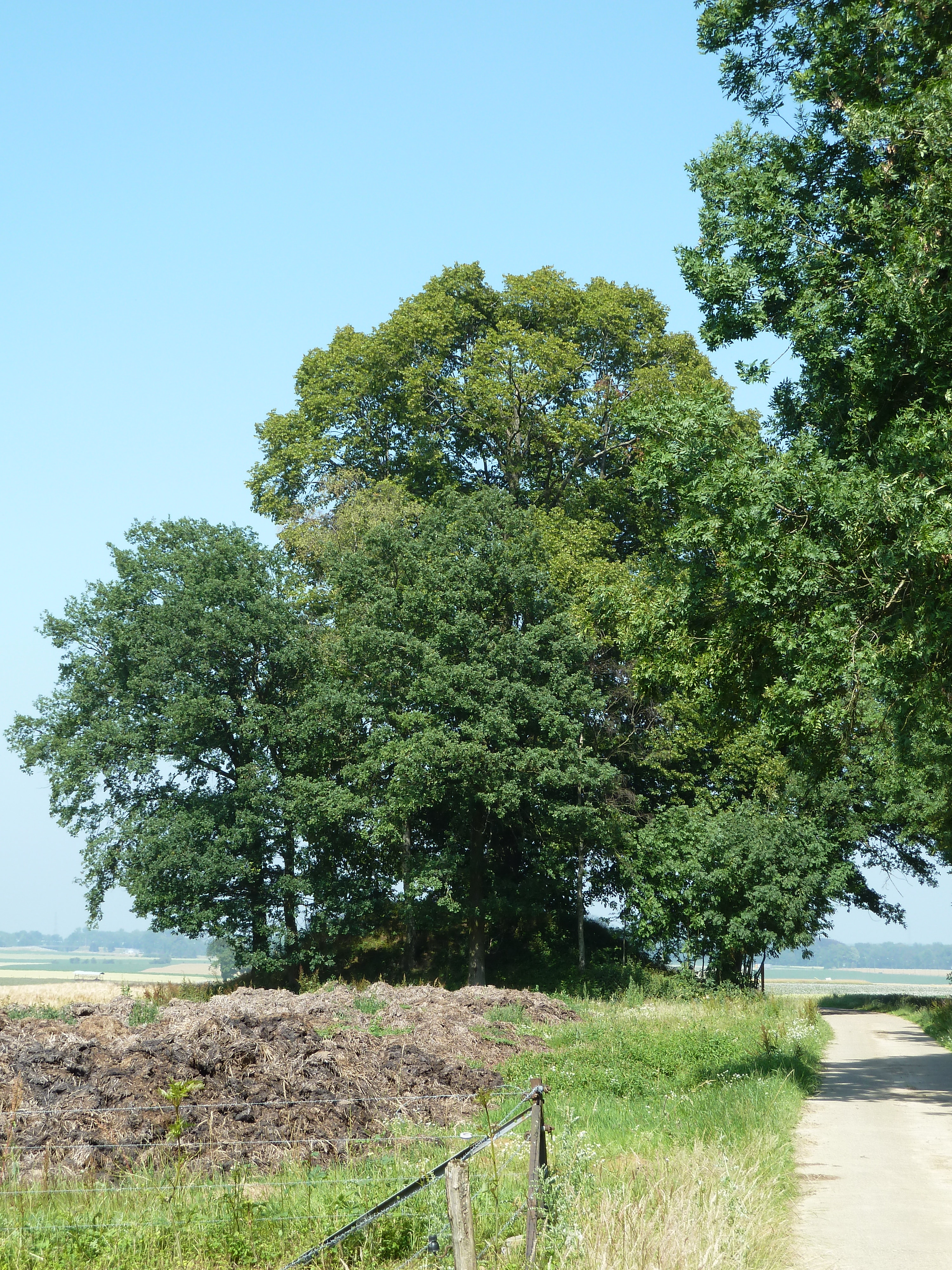